# Burrard Inlet

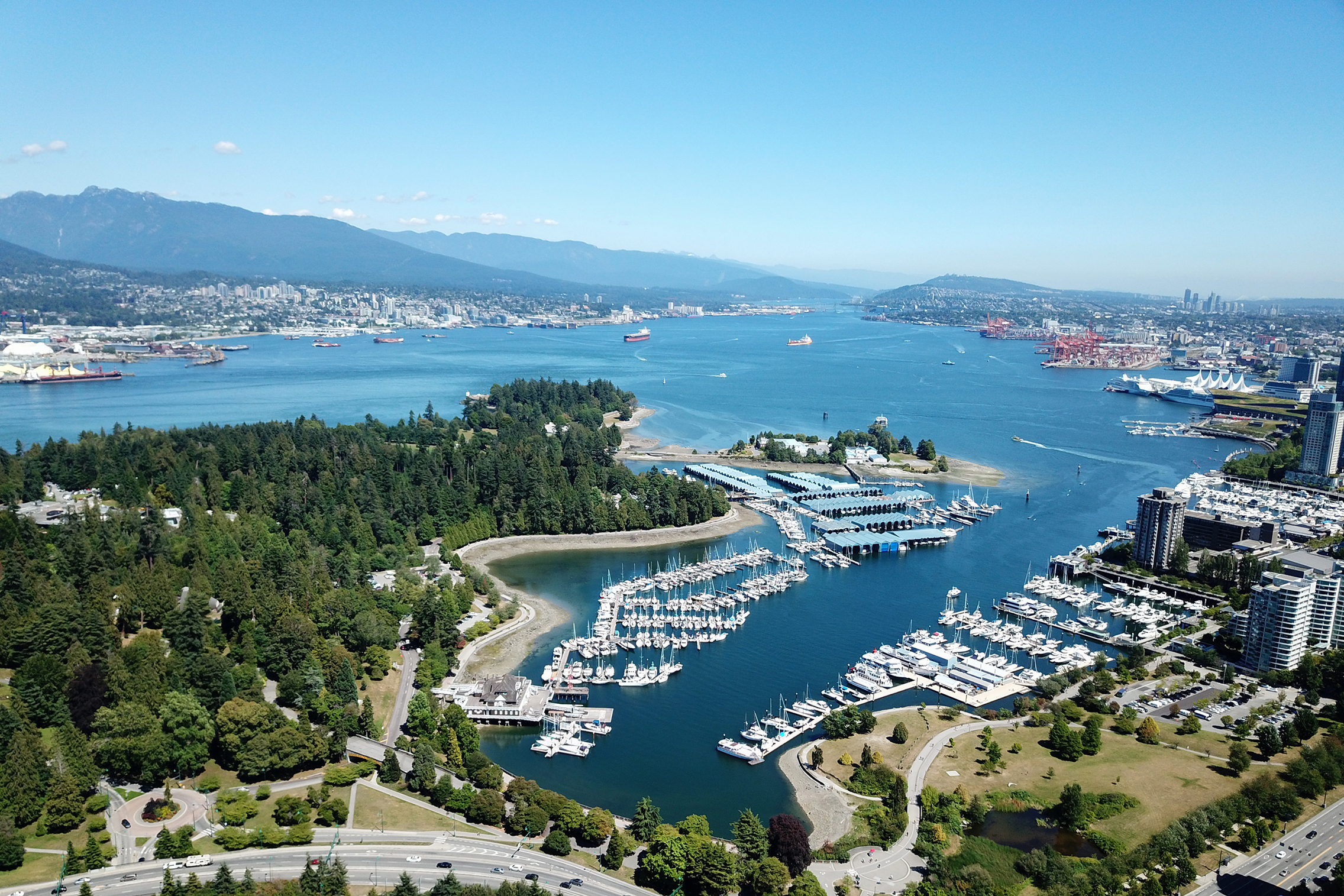
Vista aerea

Il Burrard Inlet (Insenatura di Burrard) è uno fiordo della Columbia Britannica sudoccidentale, in Canada; separa la città di Vancouver e il resto della penisola di Burrard (a sud dello stretto) dalle pendici delle North Shore Mountains a nord. Fu battezzato "Burrard Inlet" nel 1792 dal capitano George Vancouver, in onore del suo amico Harry Burrard-Neale.
Nel Burrard Inlet si trova il principale porto di Vancouver. Gran parte delle sponde del Burrard Inlet sono edificate; fa eccezione in particolare l'area del fiordo inclusa nello Stanley Park.